# けんせつ小町
けんせつ小町は、建設業で働くすべての女性の愛称。2014年（平成26年）10月、大手建設会社で組織する一般社団法人日本建設業連合会（日建連）が制定した。

## 概要
建設業界は、いきいきと女性が活躍できる建設業を目指した様々な取組みを官民一体となって推進している。また、建設業には土木、建築、設備、機械など多くの職種で女性が活躍しており、男女問わず活躍できる業界でもある。
日建連では、官民挙げた取組みの一環として、建設業で働くすべての女性を親しみやすい愛称で呼称することによって、建設業には女性が力を発揮できる仕事が数多くあること、建設業界挙げて女性のさらなる活躍を歓迎していることを広くアピールし、持続的な取組みにしていくことを目的に、2014年（平成26年）9月、愛称の募集を行った。
その結果、2,940件の応募があり、日建連会員企業の女性技術者17名で組織する愛称選考審査会（愛称推進分科会）と広報委員会で審査を行ったところ、「けんせつ小町」が愛称に選定された。
「けんせつ小町」は、ストレートに「建設」と美しく聡明な女性を表現した「小町」の組合せが、建設業界の呼称としてわかりやすく時代に左右されない愛称であること、「けんせつ」がひらがな表記で柔らかい雰囲気と親しみやすさが表現されていること等が高く評価された。
「けんせつ小町」は日建連の登録商標であるが、商品開発や営利目的の利用以外は自由に使用できるとしている。

## ロゴマーク
日建連はその後、「けんせつ小町」ロゴマークを策定し、2015年（平成27年）1月22日の新春懇談会で発表した。
「けんせつ小町」のロゴマークは、ヘルメットをオレンジ系の花びらに見立て、建設業で明るく活き活きと活躍する女性を表現している。5枚の花びらは、建設業の重要なファクターであるＱ（品質）、Ｃ（費用）、Ｄ（工期）、Ｓ（安全）、Ｅ（環境）に因んでいる。

## ドボジョ
建設業で働く女性の愛称として「ドボジョ」がある。「ドボジョ」が土木分野に携わる女性を指すのに対し、「けんせつ小町」は土木、建築、設備、機械等建設業のあらゆる分野で活躍する女性の総称であり、「ドボジョ」は「けんせつ小町」に包含されるものとなる。